# Polenabzeichen

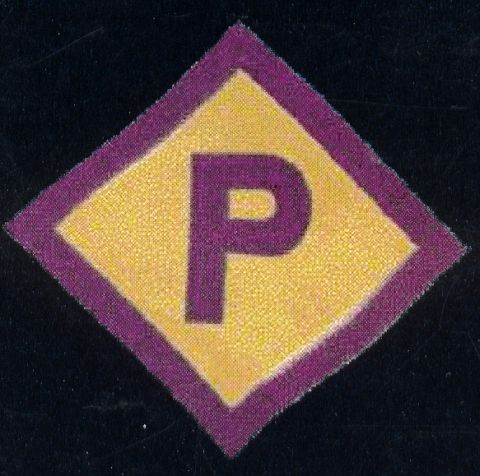
Polenabzeichen

Das Polenabzeichen, ein violetter Buchstabe P auf gelbem Grund, war ein vom nationalsozialistischen Regime eingeführtes Zwangskennzeichen für Personen, die sich während des Zweiten Weltkriegs als polnische Zwangsarbeiter im Deutschen Reich aufhielten.

## Historischer Hintergrund

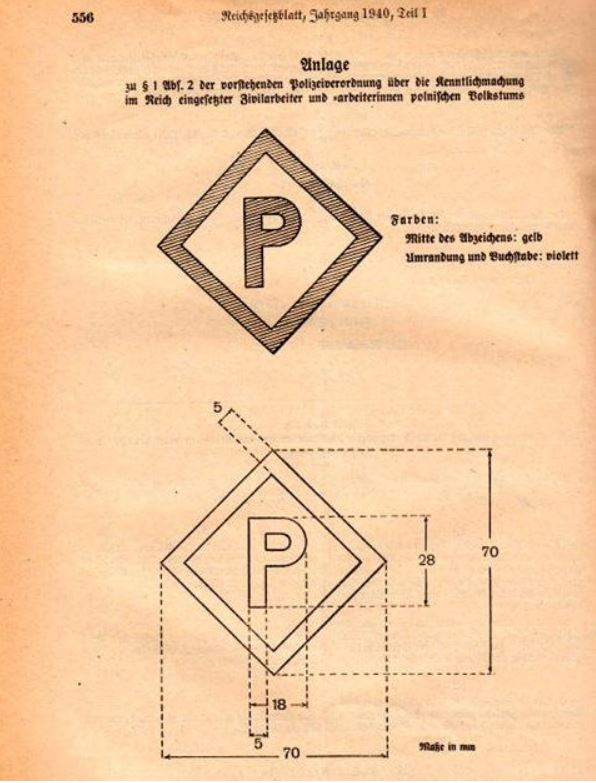
Richtlinien für Größe und Form des Polenabzeichens; veröffentlicht als Anlage zum Reichsgesetzblatt 1940

Das Kennzeichen gehörte zu den diskriminierenden Maßnahmen, die in der Zeit des Nationalsozialismus im Deutschen Reich mit den sogenannten Polen-Erlassen am 8. März 1940 eingeführt wurden. Es war wie folgt definiert: 

„Das Kennzeichen besteht aus einem auf der Spitze stehenden Quadrat aus gelbem Stoff mit 5 cm langen Seiten und einer 0,5 cm breiten violetten Umrandung; in der Mitte zeigt es einen 2,5 cm hohen violetten Buchstaben P.“

Ab diesem Zeitpunkt musste das stigmatisierende Abzeichen von allen polnischen Zwangsarbeitern fest angenäht und deutlich sichtbar auf der rechten Brustseite jedes Kleidungsstückes getragen werden. Jeder polnische Arbeiter musste fünf Abzeichen zum Stückpreis von 10 Pfennig erwerben. Wer es nicht trug, wurde mit einer Geldstrafe von 150 Reichsmark oder Haft bis zu 6 Wochen bestraft.
Das Polen-Abzeichen war das erste der drei Kennzeichen, die zur Kennzeichnung und Ausgrenzung der verschiedenen diskriminierten und verfolgten Gruppen im Deutschen Reich nach und nach vorgeschrieben wurden. Im Jahr 1941 folgte der Judenstern und 1942 das Ost-Abzeichen für die Zwangsarbeiter aus der Sowjetunion.
Bis zum Kriegsende wurde die rassistische Hierarchie (absteigend) zwischen Deutschen, Skandinaviern, Briten und Franzosen, Italienern, Polen, Russen und Juden aufrechterhalten.

## Herstellung der Abzeichen
Die Polenabzeichen wurde von der „Berliner Fahnen-Fabrik Geitel und Co.“ geliefert. Das Unternehmen hatte seit 1933 Hakenkreuzfahnen und im September 1941 etwa eine Million Judensterne gedruckt. Die Firma produziert heute als BEST Berliner Stoffdruckerei GmbH und ist nach wie vor im Besitz der Familie Geitel. Laut Rolf Geitel, Sohn des Gründers Gustav Geitel, wurden die Polenabzeichen von der Firma seines Vaters nicht selbst gedruckt, sondern lediglich vertrieben. Das Unternehmen stellte später unter anderem die 1990 am Reichstag gehisste Fahne der Einheit her.